# Skiff masculin aux Jeux olympiques d'été de 2020
Navigation
Rio 2016 Paris 2024
L'épreuve masculine de skiff des Jeux olympiques d'été de 2020 de Tokyo a lieu au Sea Forest Waterway (en) du 23 au 30 juillet 2021.

## Programme
Les horaires sont à l'heure de Tokyo (UTC+09:00).
| Date                     | Heure  | Tour                       |
| ------------------------ | ------ | -------------------------- |
| Vendredi 23 juillet 2021 | 8 h 30 | Séries                     |
| Samedi 24 juillet 2021   | 8 h 30 | Repêchage                  |
| Dimanche 25 juillet 2021 | 9 h 00 | Demi-finales E/F           |
| Lundi 26 juillet 2021    | 9 h 00 | Quarts de finale           |
| Mardi 27 juillet 2021    | 8 h 30 | Demi-finales C/D           |
| Mercredi 28 juillet 2021 | 8 h 30 | Demi-finales A/B           |
| Jeudi 29 juillet 2021    | 8 h 30 | Finale F Finale E Finale D |
| Vendredi 30 juillet 2021 | 8 h 45 | Finale C Finale B Finale A |

## Résultats

### Séries
Les trois premiers de chaque série sont qualifiés pour les quarts de finale, les autres vont en repêchage.

#### Série 1
| Rang | Couloir | Rameur                    | Pays     | Temps         | Notes |
| ---- | ------- | ------------------------- | -------- | ------------- | ----- |
| 1    | 4       | Kjetil Borch              | Norvège  | 6 min 54 s 46 | Q     |
| 2    | 1       | Bendegúz Pétervári-Molnár | Hongrie  | 7 min 04 s 42 | Q     |
| 3    | 2       | Lucas Verthein            | Brésil   | 7 min 05 s 00 | Q     |
| 4    | 6       | Jan Fleissner             | Tchéquie | 7 min 16 s 56 | R     |
| 5    | 5       | Abdulrahman Al-Fadhel     | Koweït   | 8 min 49 s 03 | R     |
| 6    | 3       | Mohammed Al-Khafaji       | Irak     | 8 min 57 s 01 | R     |

#### Série 2
| Rang | Couloir | Rameur                   | Pays                   | Temps         | Notes |
| ---- | ------- | ------------------------ | ---------------------- | ------------- | ----- |
| 1    | 2       | Stéfanos Doúskos         | Grèce                  | 6 min 59 s 49 | Q     |
| 2    | 1       | Jordan Parry             | Nouvelle-Zélande       | 7 min 04 s 45 | Q     |
| 3    | 6       | Álvaro Torres            | Pérou                  | 7 min 07 s 92 | Q     |
| 4    | 5       | Quentin Antognelli       | Monaco                 | 7 min 10 s 52 | R     |
| 5    | 3       | Ignacio Vásquez (aviron) | République dominicaine | 7 min 43 s 71 | R     |
| 6    | 4       | Rio Rii                  | Vanuatu                | 8 min 00 s 98 | R     |

#### Série 3
| Rang | Couloir | Rameur               | Pays       | Temps         | Notes |
| ---- | ------- | -------------------- | ---------- | ------------- | ----- |
| 1    | 3       | Sverri Nielsen       | Danemark   | 7 min 02 s 88 | Q     |
| 2    | 5       | Gennaro Di Mauro     | Italie     | 7 min 06 s 87 | Q     |
| 3    | 4       | Vladislav Yakovlev   | Kazakhstan | 7 min 10 s 08 | Q     |
| 4    | 2       | Peter Purcell-Gilpin | Zimbabwe   | 7 min 10 s 65 | R     |
| 5    | 1       | Alhussein Ghambour   | Libye      | 7 min 52 s 37 | R     |

#### Série 4
| Rang | Couloir | Rameur              | Pays            | Temps         | Notes |
| ---- | ------- | ------------------- | --------------- | ------------- | ----- |
| 1    | 3       | Trevor Jones        | Canada          | 7 min 04 s 12 | Q     |
| 2    | 4       | Mindaugas Griskonis | Lituanie        | 7 min 05 s 88 | Q     |
| 3    | 2       | Onat Kazaklı        | Turquie         | 7 min 20 s 11 | Q     |
| 4    | 5       | Dara Alizadeh       | Bermudes        | 7 min 34 s 96 | R     |
| 5    | 1       | Husein Alireza      | Arabie saoudite | 7 min 54 s 18 | R     |

#### Série 5
| Rang | Couloir | Rameur              | Pays        | Temps         | Notes |
| ---- | ------- | ------------------- | ----------- | ------------- | ----- |
| 1    | 1       | Damir Martin        | Croatie     | 7 min 09 s 17 | Q     |
| 2    | 5       | Aleksandr Vyazovkin | ROC         | 7 min 14 s 95 | Q     |
| 3    | 4       | Cris Nievarez       | Philippines | 7 min 22 s 97 | Q     |
| 4    | 3       | Félix Potoy         | Nicaragua   | 7 min 32 s 54 | R     |
| 5    | 2       | Privel Hinkati      | Bénin       | 7 min 40 s 87 | R     |

#### Série 6
| Rang | Couloir | Rameur               | Pays          | Temps         | Notes |
| ---- | ------- | -------------------- | ------------- | ------------- | ----- |
| 1    | 4       | Oliver Zeidler       | Allemagne     | 7 min 00 s 40 | Q     |
| 2    | 1       | Ryuta Arakawa        | Japon         | 7 min 02 s 79 | Q     |
| 3    | 3       | Abdelkhalek El-Banna | Égypte        | 7 min 03 s 44 | Q     |
| 4    | 4       | Finn Florijn         | Pays-Bas      | 7 min 04 s 56 | R     |
| 5    | 5       | Franck N'Dri         | Côte d'Ivoire | 7 min 49 s 19 | R     |

### Repêchages
Les deux premières embarcations de chaque série de repêchages se qualifient pour les quarts de finale, les autres vont en demi-finale E et F.

#### Repêchage 1
| Rang | Couloir | Rameur              | Pays          | Temps         | Notes |
| ---- | ------- | ------------------- | ------------- | ------------- | ----- |
| 1    | 4       | Quentin Antognelli  | Monaco        | 7 min 34 s 14 | Q     |
| 2    | 1       | Mohammed Al-Khafaji | Irak          | 7 min 41 s 72 | Q     |
| 3    | 3       | Félix Potoy         | Nicaragua     | 7 min 44 s 52 | QEF   |
| 4    | 5       | Alhussein Ghambour  | Libye         | 7 min 57 s 88 | QEF   |
| 5    | 2       | Franck N'Dri        | Côte d'Ivoire | 8 min 03 s 25 | QEF   |

#### Repêchage 2
| Rang | Couloir | Rameur                   | Pays                   | Temps         | Notes |
| ---- | ------- | ------------------------ | ---------------------- | ------------- | ----- |
| 1    | 2       | Jan Fleissner            | Tchéquie               | 7 min 29 s 90 | Q     |
| 2    | 3       | Dara Alizadeh            | Bermudes               | 7 min 35 s 90 | Q     |
| 3    | 4       | Ignacio Vásquez (aviron) | République dominicaine | 7 min 42 s 83 | QEF   |
| 4    | 1       | Privel Hinkati           | Bénin                  | 7 min 55 s 93 | QEF   |

#### Repêchage 3
| Rang | Couloir | Rameur                | Pays            | Temps         | Notes |
| ---- | ------- | --------------------- | --------------- | ------------- | ----- |
| 1    | 3       | Peter Purcell-Gilpin  | Zimbabwe        | 7 min 35 s 16 | Q     |
| 2    | 2       | Husein Alireza        | Arabie saoudite | 8 min 06 s 78 | Q     |
| 3    | 1       | Rio Rii               | Vanuatu         | 8 min 17 s 00 | QEF   |
| 4    | 5       | Abdulrahman Al-Fadhel | Koweït          | 9 min 04 s 73 | QEF   |
|      | 4       | Finn Florijn          | Pays-Bas        |               | DNS   |

### Quarts de finale
Les trois premières embarcations de chaque série de se qualifient pour les demi-finales A/B, les autres vont en demi-finales C/D.

#### Quart de finale 1
| Rang | Couloir | Rameur                   | Pays            | Temps         | Notes |
| ---- | ------- | ------------------------ | --------------- | ------------- | ----- |
| 1    | 4       | Kjetil Borch             | Norvège         | 7 min 10 s 97 | QAB   |
| 2    | 3       | Stéfanos Doúskos         | Grèce           | 7 min 12 s 77 | QAB   |
| 3    | 2       | Gennaro Alberto di Mauro | Italie          | 7 min 26 s 25 | QAB   |
| 4    | 1       | Quentin Antognelli       | Monaco          | 7 min 29 s 99 | QCD   |
| 5    | 5       | Abdelkhalek Elbana       | Égypte          | 7 min 32 s 86 | QCD   |
| 6    | 6       | Husein Alireza           | Arabie saoudite | 8 min 35 s 05 | QCD   |

#### Quart de finale 2
| Rang | Couloir | Rameur               | Pays     | Temps         | Notes |
| ---- | ------- | -------------------- | -------- | ------------- | ----- |
| 1    | 4       | Sverri Nielsen       | Danemark | 7 min 10 s 52 | QAB   |
| 2    | 3       | Trevor Jones         | Canada   | 7 min 17 s 65 | QAB   |
| 3    | 5       | Alexander Vyazovkin  | ROC      | 7 min 20 s 04 | QAB   |
| 4    | 2       | Onat Kazaklı         | Turquie  | 7 min 32 s 86 | QCD   |
| 5    | 1       | Dara Alizadeh        | Bermudes | 7 min 35 s 73 | QCD   |
| 6    | 6       | Peter Purcell-Gilpin | Zimbabwe | 7 min 37 s 97 | QCD   |

#### Quart de finale 3
| Rang | Couloir | Rameur                    | Pays       | Temps         | Notes |
| ---- | ------- | ------------------------- | ---------- | ------------- | ----- |
| 1    | 3       | Damir Martin              | Croatie    | 7 min 17 s 71 | QAB   |
| 2    | 2       | Bendeguz Petervari-Molnar | Hongrie    | 7 min 24 s 63 | QAB   |
| 3    | 4       | Ryuta Arakawa             | Japon      | 7 min 26 s 04 | QAB   |
| 4    | 5       | Alvaro Torres Masias      | Pérou      | 7 min 31 s 85 | QCD   |
| 5    | 6       | Jan Fleissner             | Tchéquie   | 7 min 37 s 01 | QCD   |
| 6    | 1       | Vladislav Yakovlev        | Kazakhstan | 7 min 39 s 47 | QCD   |

#### Quart de finale 4
| Rang | Couloir | Rameur                 | Pays             | Temps         | Notes |
| ---- | ------- | ---------------------- | ---------------- | ------------- | ----- |
| 1    | 4       | Oliver Zeidler         | Allemagne        | 7 min 12 s 75 | QAB   |
| 2    | 2       | Luca Verthein Ferreira | Brésil           | 7 min 14 s 26 | QAB   |
| 3    | 5       | Mindaugas Griskonis    | Lituanie         | 7 min 16 s 71 | QAB   |
| 4    | 3       | Jordan Parry           | Nouvelle-Zélande | 7 min 18 s 48 | QCD   |
| 5    | 6       | Cris Nievarez          | Philippines      | 7 min 50 s 74 | QCD   |
| 6    | 1       | Mohammed Al Khafaji    | Irak             | 8 min 03 s 55 | QCD   |

### Demi-finales

#### Demi-finales A/B
Les trois premières embarcations de chaque série de se qualifient pour la finale A, les autres vont en finale B.

##### Demi-finale 1
| Rang | Couloir | Rameur                   | Pays     | Temps         | Notes |
| ---- | ------- | ------------------------ | -------- | ------------- | ----- |
| 1    | 3       | Kjetil Borch             | Norvège  | 6 min 42 s 92 | QA    |
| 2    | 4       | Damir Martin             | Croatie  | 6 min 45 s 27 | QA    |
| 3    | 6       | Mindaugas Griskonis      | Lituanie | 6 min 45 s 90 | QA    |
| 4    | 1       | Gennaro Alberto di Mauro | Italie   | 6 min 50 s 19 | QB    |
| 5    | 5       | Luca Verthein Ferreira   | Brésil   | 7 min 2 s 87  | QB    |
| 6    | 2       | Trevor Jones             | Canada   | 7 min 6 s 18  | QB    |

##### Demi-finale 2
| Rang | Couloir | Rameur                    | Pays      | Temps         | Notes |
| ---- | ------- | ------------------------- | --------- | ------------- | ----- |
| 1    | 2       | Stéfanos Doúskos          | Grèce     | 6 min 41 s 61 | QA    |
| 2    | 4       | Sverri Nielsen            | Danemark  | 6 min 44 s 00 | QA    |
| 3    | 1       | Alexander Vyazovkin       | ROC       | 6 min 44 s 56 | QA    |
| 4    | 3       | Oliver Zeidler            | Allemagne | 6 min 45 s 16 | QB    |
| 5    | 5       | Bendeguz Petervari-Molnar | Hongrie   | 6 min 59 s 08 | QB    |
| 6    | 6       | Ryuta Arakawa             | Japon     | 6 min 59 s 26 | QB    |

#### Demi-finales C/D
Les trois premières embarcations de chaque série de se qualifient pour la finale C, les autres vont en finale D.

##### Demi-finale 1
| Rang | Couloir | Rameur               | Pays            | Temps         | Notes |
| ---- | ------- | -------------------- | --------------- | ------------- | ----- |
| 1    | 3       | Alvaro Torres Masias | Pérou           | 7 min 2 s 49  | QC    |
| 2    | 4       | Quentin Antognelli   | Monaco          | 7 min 6 s 03  | QC    |
| 3    | 5       | Dara Alizadeh        | Bermudes        | 7 min 11 s 14 | QC    |
| 4    | 6       | Mohammed Al Khafaji  | Irak            | 7 min 21 s 52 | QD    |
| 5    | 2       | Cris Nievarez        | Philippines     | 7 min 26 s 05 | QD    |
| 6    | 1       | Husein Alireza       | Arabie saoudite | 7 min 53 s 99 | QD    |

##### Demi-finale 2
| Rang | Couloir | Rameur               | Pays             | Temps         | Notes |
| ---- | ------- | -------------------- | ---------------- | ------------- | ----- |
| 1    | 3       | Jordan Parry         | Nouvelle-Zélande | 6 min 57 s 70 | QC    |
| 2    | 2       | Abdelkhalek Elbana   | Égypte           | 6 min 58 s 84 | QC    |
| 3    | 5       | Jan Fleissner        | Tchéquie         | 6 min 59 s 61 | QC    |
| 4    | 1       | Peter Purcell-Gilpin | Zimbabwe         | 7 min 1 s 72  | QD    |
| 5    | 6       | Vladislav Yakovlev   | Kazakhstan       | 7 min 3 s 53  | QD    |
| 6    | 4       | Onat Kazaklı         | Turquie          | 7 min 32 s 19 | QD    |

#### Demi-finales E/F
La dernière embarcation de chaque série de se qualifient pour la finale F, les autres vont en finale E.

##### Demi-finale 1
| Rang | Couloir | Rameur         | Pays      | Temps         | Notes |
| ---- | ------- | -------------- | --------- | ------------- | ----- |
| 1    | 3       | Felix Potoy    | Nicaragua | 7 min 45 s 02 | QE    |
| 2    | 1       | Privel Hinkati | Bénin     | 7 min 49 s 46 | QE    |
| 3    | 2       | Riilio Rii     | Vanuatu   | 8 min 19 s 99 | QF    |

##### Demi-finale 2
| Rang | Couloir | Rameur                | Pays                   | Temps         | Notes |
| ---- | ------- | --------------------- | ---------------------- | ------------- | ----- |
| 1    | 3       | Ignacio Vasquez Jorge | République dominicaine | 7 min 42 s 80 | QE    |
| 2    | 1       | Franck N'Dri          | Côte d'Ivoire          | 7 min 55 s 12 | QE    |
| 3    | 2       | Alhussein Ghambour    | Libye                  | 7 min 55 s 98 | QE    |
| 4    | 4       | Abdulrahman Alfadhel  | Koweït                 | 8 min 56 s 83 | QF    |

### Finales

#### Finale A
| Rang                                | Couloir | Rameur              | Pays     | Temps         | Notes |
| ----------------------------------- | ------- | ------------------- | -------- | ------------- | ----- |
| Médaille d'or, Jeux olympiques      | 4       | Stéfanos Doúskos    | Grèce    | 6 min 40 s 45 | OB    |
| Médaille d'argent, Jeux olympiques  | 3       | Kjetil Borch        | Norvège  | 6 min 41 s 66 |       |
| Médaille de bronze, Jeux olympiques | 2       | Damir Martin        | Croatie  | 6 min 42 s 58 |       |
| 4                                   | 5       | Sverri Nielsen      | Danemark | 6 min 42 s 73 |       |
| 5                                   | 6       | Alexander Vyazovkin | ROC      | 6 min 49 s 09 |       |
| 6                                   | 1       | Mindaugas Griskonis | Lituanie | 6 min 57 s 60 |       |

#### Finale B
| Rang | Couloir | Rameur                    | Pays      | Temps         |
| ---- | ------- | ------------------------- | --------- | ------------- |
| 1    | 4       | Oliver Zeidler            | Allemagne | 6 min 44 s 44 |
| 2    | 3       | Gennaro Alberto di Mauro  | Italie    | 6 min 47 s 38 |
| 3    | 1       | Trevor Jones              | Canada    | 6 min 48 s 51 |
| 4    | 5       | Bendeguz Petervari-Molnar | Hongrie   | 6 min 50 s 45 |
| 5    | 6       | Ryuta Arakawa             | Japon     | 6 min 50 s 91 |
| 6    | 2       | Luca Verthein Ferreira    | Brésil    | 6 min 52 s 09 |

#### Finale C
| Rang | Couloir | Rameur               | Pays             | Temps         |
| ---- | ------- | -------------------- | ---------------- | ------------- |
| 1    | 3       | Jordan Parry         | Nouvelle-Zélande | 6 min 55 s 55 |
| 2    | 2       | Abdelkhalek Elbana   | Égypte           | 7 min 0 s 72  |
| 3    | 5       | Quentin Antognelli   | Monaco           | 7 min 1 s 85  |
| 4    | 1       | Jan Fleissner        | Tchéquie         | 7 min 2 s 93  |
| 5    | 4       | Alvaro Torres Masias | Pérou            | 7 min 3 s 69  |
| 6    | 6       | Dara Alizadeh        | Bermudes         | 7 min 9 s 91  |

#### Finale D
| Rang | Couloir | Rameur               | Pays            | Temps         |
| ---- | ------- | -------------------- | --------------- | ------------- |
| 1    | 2       | Vladislav Yakovlev   | Kazakhstan      | 7 min 3 s 37  |
| 2    | 4       | Peter Purcell-Gilpin | Zimbabwe        | 7 min 3 s 85  |
| 3    | 1       | Onat Kazaklı         | Turquie         | 7 min 13 s 65 |
| 4    | 3       | Mohammed Al Khafaji  | Irak            | 7 min 18 s 65 |
| 5    | 5       | Cris Nievarez        | Philippines     | 7 min 21 s 28 |
| 6    | 6       | Husein Alireza       | Arabie saoudite | 7 min 52 s 67 |

#### Finale E
| Rang | Couloir | Rameur                | Pays                   | Temps         |
| ---- | ------- | --------------------- | ---------------------- | ------------- |
| 1    | 4       | Ignacio Vasquez Jorge | République dominicaine | 7 min 25 s 88 |
| 2    | 3       | Felix Potoy           | Nicaragua              | 7 min 28 s 00 |
| 3    | 2       | Privel Hinkati        | Bénin                  | 7 min 38 s 58 |
| 4    | 5       | Franck N'Dri          | Côte d'Ivoire          | 7 min 42 s 55 |
| 5    | 1       | Alhussein Ghambour    | Libye                  | 7 min 47 s 64 |

#### Finale F
| Rang | Couloir | Rameur               | Pays    | Temps         |
| ---- | ------- | -------------------- | ------- | ------------- |
| 1    | 2       | Riilio Rii           | Vanuatu | 7 min 49 s 82 |
| 2    | 1       | Abdulrahman Alfadhel | Koweït  | 8 min 32 s 67 |